# Maurizio Cattaneo
Maurizio Cattaneo (Genova, XV secolo – Chio, XV secolo) è stato un ammiraglio italiano.
Podestà di Chio, durante l'assedio di Costantinopoli (1453), forzò il Bosforo e attraccò nella futura Istanbul difendendola valorosamente.